# 두아르트 (포르투갈)
두아르트 드 아비스(포르투갈어: Duarte de Avis, 1391년 10월 31일 - 1438년 9월 9일)는 포르투갈의 11 번째 왕이자 아비스 왕조 제2대 왕이었다. 문화에 대한 흥미와 그가 쓴 작품들로 인해 웅변과 철학자 왕(o Rei-Filósofo)이라는 별명을 가지고 있다. 비제우에서 주앙 1세와 그의 아내 랭커스터의 필리파 사이에서 세번째 자녀로 태어났다. 손위 형인 아폰소가 1400년에 죽자 왕세자가 되었다. 그의 둘째 동생이 항해왕자 엔히크(1394~1460)이다.
어머니 필리파는 잉글랜드의 제1대 랭커스터 공작 곤트의 존의 딸이다. 그의 이름은 외할아버지인 잉글랜드의 에드워드 3세(Edward III)의 이름을 따서 지었다. 잉글랜드 왕들을 친척으로 둔 덕에 가터 기사단원이 될 수 있었다.
두아르트는 15세기 포르투갈 문명 발전에 기여한 왕실 출신의 '황금 세대' 중 한명이다. 1415년 선친 주앙 1세를 도와 세우타 정복에 성공하였으며 그곳에서 동생 페드로,엔히크와 함께 기사작위를 수여받았다. 왕세자 시절부터 아버지 주앙 1세를 수행하며 왕국의 일을 함께 도모하며 많은 통치 경험을 쌓았다.
1433년 아버지 주앙 1세가 흑사병으로 사망하자 42세에 즉위했다. 국가 주요 정책 결정에 있어서 정치적 합의를 중시했기 때문에 5년간의 짧은 통치 기간 동안, 5 차례나 코르테스(의회)를 소집하였다. 동생 엔히크의 해양탐사를 적극적으로 지원했으며 1434년에는 그동안 대서양 항해에 있어서 한계선이라고 여겨지던 보자도르 곶의 이남 지역에 대한 항해에 성공하는 쾌거를 이루기도 하였다. 1437년 실시한 모로코의 탕헤르 원정에서는 크게 실패하며 치세의 가장 큰 오점을 남기기도 했다.

## 해양 탐사
아프리카 해양 탐험에 관해서는 부왕 주앙 1세때의 정책들을 그대로 따랐다. 둘째 동생 엔히크 왕자의 서아프리카 해안 탐사에 대해서는 아낌없이 재정적 지원을 하였다.
1434년 질 이아네스가 아프리카 북서해안에 있는 보자도르 곶을 돌아오는 항해에 최초로 성공하였다. 그 동안 유럽인들에게는 항해의 금단영역으로 알려져 있었는데 보자도르 곶을 지나면서 바뀌는 강한 해류와 바람에 대한 해양정보와 극복 방법을 찾아낸 것이다. 이후 아프리카 서해안을 따라 남쪽으로 지속적인 탐사가 이루어졌다.

## 세우타 정복

### 기본배경
1385년 알주바로타 전투의 승리를 통해 포르투갈은 독립을 지켜냈으며 코임브라 궁정회의를 통해 주앙 1세를 국왕으로 추대하였고 이로써 아비스 왕조가 태어났다. 이후로도 카스티야의 침공은 지속되었으며 1411년이 되어서야 양국간에 조약이 체결되어 평화가 찾아왔다. 전란 기간동안 귀족들의 대부분은 카스티야의 후안 1세를 지지했고 패전후 망명하며 전통적인 귀족계급은 붕괴하였다. 도시의 상인 계층인 신흥 부르조아들은 귀족들과 달리 포르투갈의 독립을 원했고 주앙 1세의 지지기반이 되어 주었다.
27년간 전란을 거치며 부르조아 세력의 사회적인 영향력이 커졌고 이들은 경제부흥을 위해 새로운 돌파구가 필요했다. 포르투갈은 지정학적인 이유로 인해 지중해와 북해무역에서 소외되어 있었기 때문이다. 주앙 1세는 치적을 통해 서자라는 한계를 극복하고 국력을 결집시켜 중앙집권을 이루어야 했고 장성한 왕자들은 능력을 발휘하여 지도력을 검증받고 싶어했다. 부왕 주앙 1세는 왕세자 두아르트와 논의 끝에 상업과 전략적 요충지인 모로코의 세우타를 공략하기로 결정했다. 북아프리카에 있는 세우타는 지중해의 무역항중에 매우 번영을 누리는 곳중에 하나였다. 이교도의 땅이였으므로 건국정신을 계승해 기독교 세력을 팽창시킨다는 명분도 있어 교회로부터 호응도 이끌어낼수 있는 곳이었다.

### 침공
4년간의 준비끝에 200척의 군함과 20,000명의 원정대가 1415년 8월 21일, 지브롤터의 건너편에 있는 세우타를 기습공격하였다. 국왕 주앙 1세를 비롯한 3명의 장성한 왕자들이 모두 참전하였고 왕세자 두아르트가 직접 상륙작전을 이끌었다. 엔히크 왕자도 부상을 당했지만 끝까지 싸웠다. 전투는 열시간이 넘게 이어졌으며 끝내 함락되어 8월 22일 아침, 세우타는 포르투갈의 수중에 있었다. 정복에 성공하자 주앙 1세는 그곳에서 왕자 3명을 모두 기사로 서임하였다. 또한 세우타에 관련된 일은 셋째 엔히크에게 일임했다. 9월초가 되어 3,000명의 수비대를 잔류시킨후 본진은 귀국하였다.

### 정복이후
세우타를 빼았긴 모로코의 마리니드 왕조는 1418년과 1419년에 되찾으려 시도했지만 실패했다. 이후 1420년 마리니드 술탄이 암살되며 모로코는 이후 몇 년간 정치적 혼란기를 거쳤고 이로 인해 포르투갈은 세우타를 요새화하고 안정적으로 점령할 수 있었다.
세우타는 포르투갈 역사상 처음으로 얻은 해외영토로서 15세기 말 대항해시대가 열리면서 아프리카 진출을 위한 교두보로 전략적인 요충지가 되었다. 아랍 상인들을 통해 아프리카 연안의 대서양과 내륙에 대한 많은 정보도 얻을 수 있었고 이를 통해 해양 탐험에 큰 도움이 되었다. 모로코와 그라나다의 교통을 차단하여 이베리아반도의 방어에 큰 도움이 되었고 세우타를 기점으로 출몰하는 사라센 해적들을 저지할 수 있게 되었으며 새로운 기항지 제공과 지브롤타 해협을 항해하는 기독교 선박을 보호하는 역할도 하게 되었다. 그러나 훗날 알카세르세게르(1458년), 아르질라, 탕헤르(1471년)의 정복 이전까지는 포르투갈의 세금만 축내는 땅이 되고 말았다. 모로코에 의해 고립되면서 더 이상 무역항으로서 번성하던 예전 모습을 찾아볼 수 없었기 때문이다. 이로 인해 탕헤르 원정의 필요성이 대두되었다.

## 탕헤르 원정

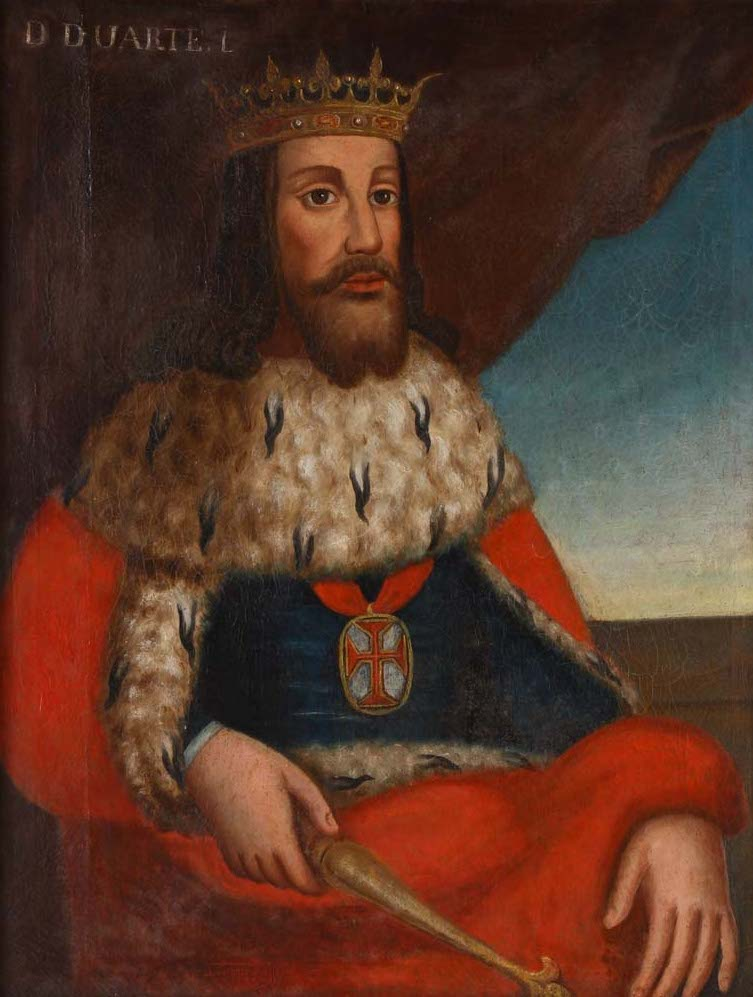
두아르트의 초상화.

### 기본 배경
세우타 정복은 여러 잇점을 제공함에도 불구하고 무역항의 역할을 더 이상 하지 못하게 됨으로 인해 막대한 주둔군 유지비용만 지출하면서 포르투갈의 국고를 탕진하는 애물단지로 전락했다. 모로코인들은 더 이상 세우타를 무역 통로로 이용하지 않았고 육로나 해로 모두 세우타 대신 탕헤르(Tangier)를 교역로로 이용하였기 때문에 세우타는 고립되어갔다. 탕헤르 점령없이는 세우타의 가치가 무의미하다는 것을 알게 된 포르투갈에서는 군대를 철수하고 세우타를 포기해야 한다는 목소리가 힘을 얻고 있었다.

### 원정 제안
탕헤르 원정을 처음으로 제안한 사람은 엔히크 왕자였다. 1432년, 왕실 평의회는 국왕 주앙 1세에게 반대의견을 전달했으며 왕세자 두아르트도 나머지 3명의 왕자와 함께 원정에 반대했다. 인력 부족 그리고 정복전쟁과 보유에 소요되는 막대한 비용조달등을 근거로 하여, 정복의 목적, 성공 가능성, 실효성, 이유등을 문제로 지적했다. 이에 대해 엔히크는 현재 모로코 마리니드 왕국이 심하게 분열되어 있어 지도부가 정치적 위기에 처해있다는 점을 강조했다.
1420년 술탄이 암살된후 모로코는 정치적 혼란속에 있고, 어린 술탄 압드 알 하크 2세가 성년이 되어 가고 있었지만, 섭정들은 물러날 생각이 없어 권력투쟁의 조짐을 보이고 있었다. 모로코의 분열은 좋은 기회이며 탕헤르와 아실라 등의 주요 거점 항구도시 몇개만 식민지화 하면 충분하고 교황으로부터 원정에 대한 특권을 받아내면 유럽전역으로부터 기독교 군인을 모집하여 인력공백을 메꾸면 된다고 주장하였다.
원정계획을 검토하던 주앙 1세가 1433년 사망하자 논의는 중단되었다. 왕위를 계승한 장남 두아르트는 원정을 반대했지만 엔히크는 계속 로비를 벌였고 상속받은 영지에 대해 불만이 많았던 막내 동생 페르난두를 끌어들였다. 이로써 원정에는 자신이 단장으로 있는 그리스도 기사단과 막내동생이 단장으로 있는 아비스 기사단이 주축이 될수 있게 되었다. 이어 왕비(형수)에게 접근하여 국왕을 설득하도록 부추켰다. 독신인 자신이 가지고 있는 모든 재산을 둘째 조카(국왕의 둘째 왕자 페르난두)에게 상속하겠다는 유언장을 1436년 3월에 작성하자 국왕 두아르트는 원정을 승인했다.

### 전쟁 준비
모로코 서부연안에 있는 서너개의 성채 점령을 목표로 한 원정준비는 차분히 진행되었다. 1436년 4월 중순 두아르트는 코르테스(의회)를 에보라에서 열어 원정 자금을 마련하였다. 엔히크는 원정 승인을 위해 교황청을 상대로 로비를 펼쳤고 1436년 9월, 교황 에우제니오 4세로부터 칙령(Rex Regnum)을 받아내었다. 카나리아 제도에 대한 문제로 카스티야와 갈등이 발생하기는 했으나 1437년 여름에 양국간에 갈등은 진정되었다. 1437년 늦여름, 1년간의 준비 끝에 마침내 포르투갈 원정대가 준비되었다. 원정대의 규모는 약 6,000명으로 기사 3,000명, 보병 2,000명, 궁수 1,000명 이었다. 반대여론이 높았기에 원정에 대한 관심이 떨어졌고 모집된 병력은 본래 계획에 비해 절반 수준이었다.
모로코는 정치적 분열에도 불구하고 포르투갈이 원정준비를 하는 지난 1년간 침공에 대비한 방어 준비를 했다. 마리니드 왕국의 수도 페즈에서는 섭정 아부 자카리아가 국민통합과 성전을 호소했다. 비록 지난 15년 동안 모로코가 지방분권이 심화되어 분열되어 있었지만, 지방 총독들은 아부 자카리야의 호소에 부응하여 전쟁준비를 하였다. 탕헤르는 1415년 당시 세우타의 총독이었던 살라 이븐 살라의 지휘하에 있었다. 그는 복수를 열망하고 있었고 그라나다에서 수입한 뛰어난 궁수들을 포함한 약 7천 명의 수비대를 갇추었다. 탕헤르의 요새는 보강되었으며 세우타로 통하는 주변의 산길도 봉쇄하였다.

### 원정
엔히크 왕자가 총사령관으로 임명된후 원정대는 8월 22일 벨렘 항을 떠났다. 세우타에 도착후 받은 정찰보고를 토대로 원정대는 목표인 탕헤르를 향해 육로와 해상로로 나누어 접근하기로 결정하였다. 엔리크는 육로를 통해 이동하여 9월 13일 탕헤르 외곽에 도착했으며 해상으로 이동한 막내 페르디난드 왕자는 먼저 도착해 있었다. 탕헤르를 포위한후 9월 20일 첫 공격을 시작으로 10월 5일까지 세차례 공격을 했으나 모두 실패했다. 10월 9일경 모로코 마리니드의 섭정 아부 자카리야가 이끄는 대규모 지원군이 도착하여 전투가 벌어졌는데 포르투갈 군이 크게 패배했으며 엔히크 왕자가 위험에 처하기도 했다.
포르투갈 원정군은 3,000명 정도가 생존한 가운데 모로코 지원군에게 포위 당했다. 모로코는 바다로 가는 길등 포르투갈군의 탈출로와 보급로를 완전히 차단하며 고립과 고사작전을 펼쳤고 포르투갈은 보급이 떨어져 절박한 상황에 놓였다. 굶주린 군대는 말을 잡아먹기도 했고 우물도 부족했다.

### 퇴각
엔히크는 군대의 안전 철수를 보장받는 대가로 세우타 반환을 약속하는 종전조약 체결을 제안하였다. 이 조약은 1437년 10월 17일에 엔히크 왕자와 살라 이븐 살라에 의해 체결되었다. 안전철수와 약속이행을 담보로할 인질을 상호 교환한후 10월 19일 포르투갈 원정대의 생존자들은 모두 배를 타고 탕헤르를 떠났다. 인질중에는 엔히크의 막내동생 페르디난드 왕자가 포함되어 있었다. 이번 원정을 주도적으로 추진하였던 엔히크는 원정이 대 실패로 끝남에 따라 그동안 세우타 정복(1415년) 과 해양탐사를 통해 얻은 명성이 실추되고 입지가 좁아졌다.

## 말년
귀국후 엔히크 왕자는 조약 파기를 주장하였다. 철수의 안전을 보장하기로 했으나 포르투갈군이 승선을 위해 이동중에 발생한 무혈충돌로 수십명이 사망하는 사건이 발생하였는데 이는 이미 모로코에 의해서 조약이 깨어졌다는 근거라고 했으나 설득력을 얻지는 못했다. 두아르트 국왕은 레이리아에서 코르테스(의회)를 소집하여 이에 대해 논의하였다. 의회는 조약의 비준을 반대하였고, 페르난두 왕자의 석방을 위해서는 다른 방법을 찾기로 결의하였다. 이후 여러 루트를 통해 페르난두 왕자의 석방을 위한 노력을 하였으나 실패하였다.

## 사망
1438년 9월에 흑사병으로 토마르에서 사망했다. 민중 설화에서는 그의 불운한 동생으로 인한 비통함에 사망했다고도 한다. 그의 사후에도 세우타 반환은 이루어지지 않았고 볼모로 잡혀있던 막내동생 페르난두는 1443년에 6월 5일 모로코 포로 수용소에서 41세의 나이로 사망하였다.
사후에 겨우 6살이 된 어린 아들 아폰수(1432~1481)에게 왕위가 계승하였다. 두아르트는 유언장을 통해 왕비 레오노르(1402-1445)에게 섭정을 맡겼다. 그러나 왕비는 아라곤 출신의 외국인이라는 거부감때문에 반대 여론이 크게 일어났다. 결국 1439년에 코르테스(의회)는 국왕 아폰수의 숙부인 코임브라 공작 페드루의 단독 섭정을 결의하였다. 왕비 레오노르는 카스티야로 망명한후에 1445년에 그곳에서 사망하였다.
1448년 아폰수 5세의 친정이 시작되어가 페드루가 섭정을 그만두고 물러났으나 브라간사 공작과의 권력투쟁이 발생하였다. 이듬해 1449년 5월에 벌어진 알파로베이라 전투에서 페드루가 패배하며 사망하고 말았다. 이후 브라간사 공작은 정권을 장악한후 막강한 권력을 행사하는 대귀족으로 성장하였다.

### 참조주
1. 1 2  Stephens, Henry Morse. The Story of Portugal, G.P. Putnam's sons, 1903
2. ↑  송동훈 <대항해 시대의 탄생> 시공사 p98
3. ↑  송동훈 <대항해 시대의 탄생> 시공사 p68
4. 1 2 3 4  강석영 <스페인,포르투칼사> 미래엔
5. 1 2 3  송동훈 <대항해 시대의 탄생> 시공사 p70
6. 1 2  송동훈 <대항해 시대의 탄생> 시공사 p71
7. ↑  이강혁 <라틴아메리카역사 다이제스트 100> 가람기획 p86
8. 1 2 3  이강혁 <라틴아메리카역사 다이제스트 100> 가람기획 p87
9. ↑  윌리엄 번스타인 <무역의 세계사> 라이팅하우스 2019.4.10 p248
10. 1 2 3  송동훈 <대항해 시대의 탄생> 시공사 p81
11. ↑  [네이버 지식백과] 세우타 [Ceuta] (두산백과)
12. ↑  강석영 <스페인,포르투칼사> 대한교과서 1988.4.15 p387
13. ↑  [네이버 지식백과] 암흑 바다를 넘어서다 - '바다 시대' 연 포르투갈 엔리케 왕자(1434~1460년) (세계 탐험사 100장면, 2002.7.18., 이병철)....엔리케 왕자는 세우타 총독으로 임명되었다. 거기에는 아프리카와 인도 · 중국에서 사온 물건을 파는 상점이 2만 4,000 군데나 있었는데, 십자군에 점령되자 대상들이 발길을 끊고 말았다.
14. ↑  Russell, 2000
15. ↑  Russell, 2000: Ch. 6, p. 136ff.
16. ↑  Four of the written opinions (pareceres) of April–June 1432, are preserved in Monumenta Henricana, vol. IV: Ferdinand of Arraiolos (p. 99), John of Reguengos (p. 111), Afonso of Barcelos (p. 123) and Afonso of Ourém (p. 129). A summary of the opinions can be found in Russell (2000: Ch.6). The opinion of Peter of Coimbra at this time is unknown, but was probably negative, as can be deduced from his later statements, e.g. see Ruy de Pina's Chronica del Rey D. Duarte, ch. 19
17. ↑  Julien, p. 196
18. ↑  The only primary record of Henry's opinion is his later parecer, dated 1436 (month unknown), and reproduced in Monumenta Henricina, vol. V, p. 201. See the summary in Russell, 2000: pp. 156–158
19. ↑  Russell, p. 160
20. ↑  Ruy de Pina, Chronica d'El Rey D. Duarte, Ch. 10; Russell, 2000: p. 151; Quintella, p. 85, all of whom suggest that Ferdinand's dissatisfaction may have been calculatedly stoked by Henry.
21. ↑  송동훈 <대항해 시대의 탄생> 시공사 p88,p94.....1420년 5월 25일 기사단 단장이 되었다. 그리스도 기사단은 포르투갈 내에서 가장 영향력있고, 막대한 부와 강력한 힘을 가진 일종의 엘리트 그룹이었다. 그리스도 기사단의 전신은 성전기사단으로 14세기 초에 프랑스 국왕 필리프 4세(재위 1305~1314)의 주도하에 해체될때, 당시 포르투갈 왕인 디니스가 포르투갈내에 있는 성전기사단을 해체는 하되 새롭게 창단하는 그리스도 기사단에 통합 할 수 있도록 해달라고 교황청에 요청하여 존속시킨 기사단이다.
22. ↑  송동훈 <대항해 시대의 탄생> 시공사 p148.....페르난두 왕자는 정식으로 결혼한적이 없는, 후계자가 없는 엔히크 왕자로부터 비제우 공작의 작위와 막대한 유산을 상속받았다.
23. ↑  Henry's will and testament of 7 March 1436 can be found in Monumenta Henricina, vol. V,p. 205. See Russell, p. 168
24. ↑  Quintella, p. 86; Russell, p. 160
25. ↑  Russell, p. 153
26. ↑  Pope Eugenius IV's bull Rex Regnum (September 8, 1436) can be found in Monumenta Henricana, vol. 5, (p. 271)
27. ↑  Russell. p. 165
28. ↑  Pina, p. 96; Russell, p. 175; Quintella, p. 89
29. ↑  Russell, p. 178
30. ↑  Quintella, p. 92
31. ↑  Quintella, p. 87
32. ↑  Quintella, p. 90
33. ↑  Pina, p. 102; Quintella, p. 90; Russell, p. 178 By contrast, Álvares (pp. 57–59) asserts there were three failed assaults attempted on the city in this early period. See the alternative timeline below. A critique of Álvares is presented in Elbl, pp. 907–1020. For a very long alternative view of the action, see Elbl, 2015, pp. 73 ff.
34. ↑  Álvares, p. 62; also Russell, p. 181. The anonymous soldier's letter reports 3,000 on October 3 (Monumenta Henricina, vol. 6, p. 208), if true, and if the mass desertion of 1,000 happened as the chroniclers reported it, then the camp would be reduced to as few as 2,000. Elbl, 2015, 93–100 emphatically argues against this entire interpretation.
35. ↑  Pina, p. 118; Quintella, p. 96
36. ↑  Pina, p. 114
37. ↑  Pina, p. 124; Quintella, p. 96
38. ↑  Pina, pp. 124–125. A copy of the treaty of October 17, 1437 is preserved and found in Monumenta Henricina, Vol. VI, p. 211
39. ↑  Pina, p. 125; Quintella, p. 97. However, Russell, pp. 183–84 doubts this. Elbl, 2015, pp. 121–123, provides extensive details and a new interpretation.
40. ↑  Quintella, p. 97
41. ↑  Russell, p.185
42. ↑  Pina, p. 132; Quintella, p. 98
43. ↑  Álvares, p. 346
44. ↑  Rodrigues Oliveira, Ana (2010). Rainhas medievais de Portugal. Dezassete mulheres, duas dinastias, quatro séculos de História (en portugués). Lisboa: A esfera dos livros. ISBN 978-989-626-261-7. p467~468
45. ↑  송동훈 <대항해 시대의 탄생> 시공사 p144

### 내용주
1. ↑   Specifically, he was the first cousin once removed of King Richard II; a nephew of King Henry IV; first cousin of King Henry V; first cousin once removed of King Henry VI; and more distantly related to subsequent British monarchs.